# Melanocenchris jacquemontii
Melanocenchris jacquemontii là một loài thực vật có hoa trong họ Hòa thảo. Loài này được Jaub. & Spach mô tả khoa học đầu tiên năm 1851.